# يانوسية حلقية
يانوسية حلقية (الاسم العلمي: Janolus anulatus) هي نوع من الحيوانات تتبع جنس اليانوسية من فصيلة ظهريات الشرج.